# Discovery HD (2006–2010)
Discovery HD – kanał dokumentalny nie dostępny już w Europie. W jego ofercie emitowane były programy tworzone w wysokiej rozdzielczości (HDTV) albo uprzednio przekonwertowane. W Polsce kanał dostępny był na platformie n, Cyfrowy Polsat, a także w wybranych sieciach telewizji kablowej.
Od 3 stycznia 2010 roku kanał ten został wycofany z rynków w całej Europie i został zastąpiony przez nowy kanał Discovery HD Showcase, którego cała ramówka programowa jest produkowana w najwyższej rozdzielczości HDTV. Od 17 stycznia 2013 roku nadawanie kanału zostało wznowione, zastąpił on Discovery HD Showcase.